# Moussa Qazem al-Husseini
Pour les articles homonymes, voir Famille al-Husseini.
Moussa Qazem al-Husseini (Jérusalem, 1853 - 27 mars 1934) (موسى كاظم الحسيني) fut un leader nationaliste et homme politique palestinien, fils de Salim al-Husseini.

## Biographie
Diplômé de l'École d'administration d'Istanbul, il tint plusieurs postes dans l'administration ottomane, parmi lesquelles Gouverneur du Yémen en 1908. Il succède à son frère en tant que maire de Jérusalem en 1918 mais les Britanniques le remplacèrent par Raghib al-Nashashibi à la suite de son implication dans les Émeutes de Nabi Moussa en avril 1920. Moussa Qassem al-Husseini appartient au mouvement des majlesiyoun d'Amin al-Husseini opposé à la famille des Nashashibis, se réclamant eux aussi de la direction des lieux de cultes et administration de Jérusalem. Il fut nommé Président du Comité exécutif arabe le 14 décembre 1920 et commença à militer, en tant que nationaliste palestinien, pour l'indépendance de la Palestine contre la présence britannique et contre l'immigration juive impulsée par le mouvement sioniste.
Moussa Qassem al-Husseini participa et dirigea plusieurs délégations palestiniennes à Londres dans les années 1920. Le 27 octobre 1933, lors d'une manifestation contre l'immigration juive en Palestine mandataire, il reçut une balle britannique dont il ne se remit pas et il décéda le 27 mars 1934.
Il fut le père d'Abdel Kader al-Husseini et l'oncle de Mohammed Amin al-Husseini.